# ژول بوشه‌ریت
ژول بوشه‌ریت (فرانسوی: Jules Boucherit‎؛ ۲۹ مارس ۱۸۷۷ – ۱ آوریل ۱۹۶۲) نوازندهٔ ویولن و مدرس مشهور موسیقی اهل فرانسه بود.
او دانش‌آموختهٔ «کنسرواتوار پاریس» و از شاگردان «ژول گرسان» بود.
از میان شاگردان مشهور او می‌توان به «سرژ بلان»، «ژینت نوو»، «مانوئل رُزنتال»، «هنری تمیانکا»، «ایوری گیتلیس» و «مارسل شایه» (دستیار او در سال‌های آتی) اشاره کرد.